# Morte em Pemberley
Morte em Pemberley (no original em inglês Death Comes to Pemberley) é um livro de romance policial 
histórico escrito pela britânica P. D. James e publicado em 2011. A obra possui seu enredo baseado em personagens ficcionais de Orgulho e Preconceito (no original Pride and Prejudice) publicado  em 1813 pela também britânica Jane Austen. Após seis anos dos acontecimentos de Orgulho e Preconceito, Fitzwilliam Darcy e sua esposa Elizabeth Darcy, vivem casados e felizes. Eles se preparam para um baile anual que acontecerá na noite seguinte, entretanto, contrastando com a paz em sua propriedade Pemberley, o casal têm sua felicidade ameaçada com a descoberta de um capitão morto violentamente numa parte da propriedade conhecida como floresta selvagem, envolvendo a família em uma investigação de assassinato.
Uma adaptação televisiva do livro foi lançada em 2013, através da emissora BBC One sendo composta por três episódios.

## Antecedentes e desenvolvimento
Após a publicação de The Private Patient em 2008, James considerou sobre o que escrever a seguir, sua perspectiva de chegar aos 90 anos de idade lhe trouxe momentos de decisões importantes, dessa forma, ela se decidiu por recorrer a uma ideia que estava em sua mente há algum tempo: combinar dois entusiasmos de sua vida, nomeadamente escrever ficção policial juntamente com os romances de Jane Austen, ambientando seu próximo livro em Pemberley, a propriedade do protagonista masculino Fitzwilliam Darcy. James nomeou Austen como sua romancista favorita, desde a primeira vez que leu sua obra ainda na adolescencia e considera a protagonista feminina de Orgulho e Preconceito, Elizabeth Bennet, a heroína mais atraente da literatura inglesa. Para o desenvolvimento de Morte em Pemberley, James que nunca havia sido tentada a assumir personagens criados por outros autores mas sim criar originais, sentiu-se atraída para dar uma continuidade a história de Darcy e Elizabeth, já que eles possuem grande influência na imaginação dos leitores, que gostariam de saber mais sobre eles. Então, decidiu-se por escrever um enredo que seria contemporâneo de Jane Austen sem copiá-la servilmente e esteve determinada que os personagens principais – Darcy, Elizabeth e a família Bennet, Wickham e Lady Catherine de Bourgh – permanecessem basicamente inalterados, pois segundo ela: "Era importante para mim que os personagens fossem de Jane Austen e não meus".
Como na maioria dos romances policiais escritos por James, a ação se passa em um local e cenário específicos, proporcionando ao leitor pistas para descobrir o que realmente aconteceu, além disso, em Morte em Pemberley, ela utiliza 1797 como a data do casamento de Elizabeth e Jane Bennet (com Darcy e Bingley), ano em que foi escrita a primeira versão de Orgulho e Preconceito por Austen, originalmente intitulada First Impressions (Primeiras Impressões, em tradução livre).

## Sinopse
Em 1803, seis anos após o casamento do Sr. Darcy com a Srta. Bennet, o casal está felizmente estabelecido em Pemberley e possuem dois filhos. Nas proximidades em Highmarten, residem a irmã de Elizabeth, Jane, e seu marido, Bingley, e seus três filhos. As duas famílias costumam se encontrar para jantar, e o velho Sr. Bennet visita regularmente a filha, geralmente passando a maior parte do tempo na biblioteca. Tendo rapidamente conquistado os criados e a população local, a nova senhora de Pemberley trouxe uma vitalidade primaveril à casa e passou a amar a sua nova vida.
Um dia antes do baile de Lady Anne: uma celebração anual em homenagem à memória da mãe de Darcy, Elizabeth está preocupada. Não sobre o baile em si, mas sobre a irmã de Darcy, Georgiana. Antes quase arruinada pelo inescrupuloso e de fala mansa Wickham, Georgiana é agora uma jovem bonita, mas quieta, na casa dos 20 anos. Nos últimos meses, dois homens muito diferentes se apaixonaram por ela: o primo de Darcy, o coronel Fitzwilliam, e um jovem advogado chamado Henry Alveston. Georgiana nunca se casaria sem amor, mas, como Elizabeth sabe, também não se casaria sem a aprovação do irmão mais velho.
Naquela noite, antes do baile, os Darcys, os Bingley, o coronel Fitzwilliam, Alveston e Georgiana se reúnem para um jantar e um pesadelo se inicia, pois a irmã de Elisabeth, Lydia, com meu marido George Wickham, estão passando por uma área arborizada nos terrenos de Pemberley, em Derbyshire, na compania do Capitão Martin Denny, os dois homens se desentendem, Denny corre para a floresta, seguido por Wickham, tentando detê-lo. Atormentada, Lydia exige ser levada até a casa da irmã. O cocheiro, ao ouvir tiros, alerta sobre o ocorrido. Uma equipe de busca formada por Darcy e seu primo, Coronel Fitzwilliam, o Visconde Hartlep, descobre Wickham na floresta, bêbado e manchado de sangue ao lado do corpo de seu melhor amigo Denny, e ele balbucia o que parece ser uma confissão. Será que Wickham, é realmente um assassino?

## Recepção crítica
Morte em Pemberley foi recebido com críticas geralmente positivas. Liesl Schillinger em sua resenha sobre o livro pelo The New York Times, elogiou a obra escrita por James, ao informar o leitor sobre as últimas notícias que afetam os personagens principais do romance original e considerou ser uma satisfação a obra possuir uma "voz  espontânea, fácil e eficaz", não sendo raro que, ao ler Morte em Pemberley, "sucumbemos à impressão de que é a própria Austen ao teclado". Enquanto Charles McGrath, também escrevendo pelo The New York Times, avaliou como sendo hábil as referências a outras obras de Austen, expandindo o mundo do romance e possuindo em adição, uma maior densidade descritiva, porém, considerou que Morte em Pemberley possui como ponto fraco o mistério, que notou pelos padrões de James, ser "bastante manso e descomplicado".
John Harding escreveu para Daily Mail que a obra de James produz um pastiche vencedor de Austen, "preservando a integridade dos personagens originais, ao mesmo tempo que introduz uma nova camada social inferior", além de compartilhar o senso de humor de Austen.

## Adaptação
Uma adaptação para televisão de Morte em Pemberley foi produzida através de uma minissérie de mesmo nome com roteiro de Juliette Towhidi. Seu lançamento ocorreu em 26 de dezembro de 2013 pela emissora BBC One, tendo sido composta por três episódios de sessenta minutos cada um, como parte de sua programação de Natal. A produção que recebeu avaliações positivas, é estrelada por Anna Maxwell Martin como Elizabeth, Matthew Rhys como Sr. Darcy, Jenna Coleman como Lydia, Matthew Goode como Sr. Wickham e Trevor Eve como Sir Selwyn Hardcastle.